# フォーシーズ (家賃債務保証会社)
フォーシーズ株式会社（英語: 4C's CO , Ltd.）は、 東京都渋谷区に本社を置く家賃債務保証会社。「4C'sテナント保証」「4C's高級賃貸保証」を提供する。

## 概要
1999年3月、古物商展開を目的として会社が設立される。2000年に丸山輝が代表取締役に就任し、翌年の2001年より家賃債務保証事業を本格的に開始する。一般社団法人全国保証機構に加盟。公益財団法人暴力団追放運動推進都民センター賛助会員。
「“人が煩わしいと思う事、やりたくないと思う事”を率先して行う事により、人々に喜びを与え、世紀を超えた社会貢献企業であり続けます。」という企業理念を掲げており、障がい者アスリートへの支援を行うシーズアスリートへの後援 や、従業員への手当として、子供が生まれて成人するまでの間、毎月５万円を支給するといった取組 を行っている。

## 沿革
- 1991年4月 - 丸山輝が古物商を個人創業。
- 1999年3月 - 古物商の店舗展開を目的として、フォーシーズ株式会社を設立。
- 2001年1月 - 保証事業を本格的に開始。
- 2001年8月 - 保証事業に特化するため、古物商事業部を売却。
- 2004年12月 - 業界初のISO 9001：2000を取得。（QAC／R81／0200）
- 2008年11月 - 業界初のプライバシーマーク付与を認定される。
- 2009年8月 - 業界初の制服、専用車両を導入。
- 2016年6月 - 次世代認定マーク（くるみんマーク）を取得。
- 2016年10月 - 適格消費者団体の特定非営利活動法人消費者支援機構関西（KC’s）から、「住み替えかんたんシステム」保証契約書の契約条文差し止め請求訴訟が提訴された。家賃を３か月以上滞納している借り主に対して、事前通告なく賃貸借契約を解除できる内容や、家賃を２か月以上滞納し、且つ、生活インフラの停止と、あらゆる連絡手段を講じても連絡がつかないなどの条件により、みなし契約解除とする契約条項が、不当な「追い出し」につながる消費者契約法違反として、契約条項の一部について、使用停止を求めるものだった。
- 一方、フォーシーズは2015年5月に大阪地方裁判所で賃貸人と共に賃借人に対して明け渡し訴訟を起こしており、その中で、保証契約条項が消費者契約法違反であるという賃借人側の主張を排斥し、フォーシーズによる賃貸借契約の解除権は有効と認める判決が出ている。2016年1月には大阪高等裁判所にて賃借人からの控訴を退ける判決が出されており、解除権は有効だと認められている。
- 2019年6月21日 - 大阪地裁一審判決[4]

KC’sが問題とした家賃債務保証契約の条項のうち、18条2項2号を除く条項は妥当としてKC’s敗訴。18条2項2号に関わる滞納時の残置物処分に関してはKC’sが勝訴。
- 2021年3月5日 - 大阪高裁、控訴審判決。[5][6]

18条2項2号を除いた条項について地裁の判断を維持し、KC’sの控訴を棄　却。18条2項2号については、地裁の判決を覆し、消費者契約法に反しないとしてKC’sの主張を退け、フォーシーズが全面勝訴。
- 2022年12月12日 - 最高裁　上告審判決[7]

最高裁第１小法廷（堺徹裁判長）は契約の差止めや契約書ひな形の廃棄を命じる判決を言い渡し、KC'Sが全面勝訴
- 2023年6月 - 「4C'sテナント保証」「4C's高級賃貸保証」の提供を開始。[9]
- 2025年5月 - 東京都渋谷区道玄坂1丁目9番3号の4C's道玄坂193ビルに本社を移転。[10]